# Фирмин Амјенски
Фирмин Амјенски (272 — 303) је ранохришћански мученик и светитељ, епископ града Амјена.

## Биографија
Рођен је у Шпанији у племићкој породици. Крстио га је свети Сатурније и рукоположио у чин свештеника. Нешто касније изабран је за првог епископа Амјена.
Свети Фирмин посечен је 303. године у северној Француској.